# Brandon Shell
Brandon McArthur Shell (Goose Creek, 6 febbraio 1992) è un giocatore di football americano statunitense che milita nel ruolo di offensive tackle per i Miami Dolphins della National Football League (NFL).

## Carriera

### New York Jets
Al college, Shell giocò a football alla University of South Carolina dal 2012 al 2015. Fu scelto nel corso del quinto giro (158º assoluto) nel Draft NFL 2016 dai New York Jets. Debuttò come professionista subentrando nella gara del settimo turno vinta contro i Baltimore Ravens. Nella settimana 15 contro i Miami Dolphins disputò la prima gara come titolare.

### Seattle Seahawks
Il 18 marzo 2020 Shell firmò un contratto biennale del valore di 8 milioni di dollari con i Seattle Seahawks.

### Miami Dolphins
Il 19 settembre 2022 Shell firmò con la squadra di allenamento dei Miami Dolphins.